# Малай (село)
Мала́й (каз. Малай) — село у складі Жарминського району Абайської області Казахстану. Входить до складу Жарицького сільського округу.
Населення — 131 особа (2021; 245 у 2009, 348 у 1999, 449 у 1989).
Національний склад станом на 1989 рік:
- казахи — 100 %